# Praina glaucochroa
Praina glaucochroa är en fjärilsart som beskrevs av Paul Dognin 1908. Praina glaucochroa ingår i släktet Praina och familjen nattflyn. Inga underarter finns listade i Catalogue of Life.